# Distretti del Ghana

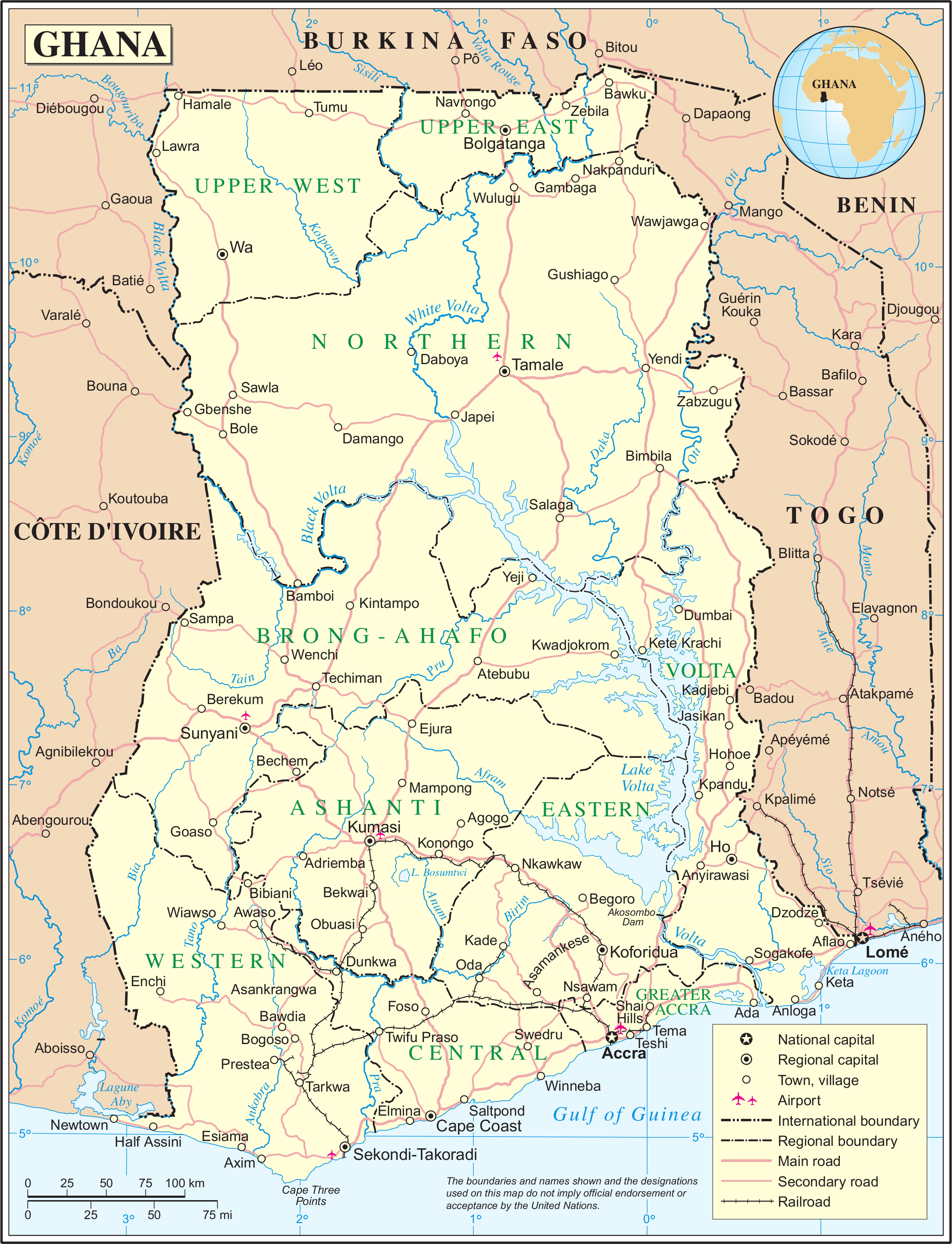
Mappa del Ghana

I distretti del Ghana (in inglese: districts) sono la suddivisione territoriale di secondo livello del Paese, dopo le regioni, e sono pari a 260. 

## Lista
Regione di Ahafo 
| Distretto                            | Capoluogo      | Tipo                 |
| ------------------------------------ | -------------- | -------------------- |
| Distretto municipale di Asunafo Nord | Goaso          | Distretto municipale |
| Distretto di Asunafo Sud             | Kukuom         | Distretto ordinario  |
| Distretto di Asutifi Nord            | Kenyasi        | Distretto ordinario  |
| Distretto di Asutifi Sud             | Hwidiem        | Distretto ordinario  |
| Distretto municipale di Tano Nord    | Duayaw Nkwanta | Distretto municipale |
| Distretto municipale di Tano Sud     | Bechem         | Distretto municipale |

 Regione di Ashanti 

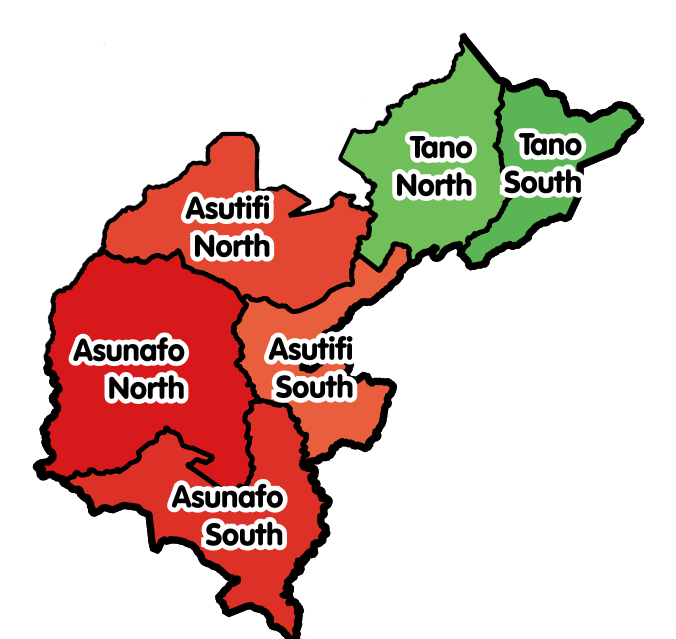
Distretti della regione di Ahafo

Distretti della regione di Ashanti

La regione di Ashanti è suddivisa in 43 distretti:
| Distretto                                    | Capoluogo         | Tipo                    |
| -------------------------------------------- | ----------------- | ----------------------- |
| Distretto di Adansi Asokwa                   | Adansi Asokwa     | Distretto ordinario     |
| Distretto di Adansi Nord                     | Fomena            | Distretto ordinario     |
| Distretto di Adansi Sud                      | New Edubiase      | Distretto ordinario     |
| Distretto di Afigya Kwabre Sud               | Kodie             | Distretto ordinario     |
| Distretto di Afigya Kwabre Nord              | Boamang           | Distretto ordinario     |
| Distretto municipale di Ahafo Ano Nord       | Tepa              | Distretto municipale    |
| Distretto di Ahafo Ano Sud Est               | Dwinyame/Adugyama | Distretto ordinario     |
| Distretto di Ahafo Ano Sud Ovest             | Mankranso         | Distretto ordinario     |
| Distretto di Akrofuom                        | Akrofuom          | Distretto ordinario     |
| Distretto di Amansie Centrale                | Jacobu            | Distretto ordinario     |
| Distretto di Amansie Sud                     | Edubia            | Distretto ordinario     |
| Distretto di Amansie Ovest                   | Manso Nkwanta     | Distretto ordinario     |
| Distretto municipale di Asante Akim Centrale | Konongo           | Distretto municipale    |
| Distretto di Asante Akim Nord                | Agogo             | Distretto ordinario     |
| Distretto municipale di Asante Akim Sud      | Juaso             | Distretto municipale    |
| Distretto municipale di Asokore Mampong      | Asokore Mampong   | Distretto municipale    |
| Distretto municipale di Asokwa               | Asokwa            | Distretto municipale    |
| Distretto di Atwima Kwanwoma                 | Twedie            | Distretto ordinario     |
| Distretto di Atwima Mponua                   | Nyinahin          | Distretto ordinario     |
| Distretto municipale di Atwima Nwabiagya     | Nkawie            | Distretto municipale    |
| Distretto di Atwima Nwabiagya Nord           | Barekese          | Distretto ordinario     |
| Distretto municipale di Bekwai               | Bekwai            | Distretto municipale    |
| Distretto di Bosome Freho                    | Asiwa             | Distretto ordinario     |
| Distretto di Bosomtwe                        | Kuntanase         | Distretto ordinario     |
| Distretto metropolitano di Ejusu             | Ejisu             | Distretto municipale    |
| Distretto municipale di Ejura Sekyedumase    | Ejura             | Distretto municipale    |
| Distretto municipale di Juaben               | Juaben            | Distretto municipale    |
| Distretto metropolitano di Kumasi            | Kumasi            | Distretto metropolitano |
| Distretto municipale di Kwabre Est           | Mamponteng        | Distretto municipale    |
| Distretto municipale di Kwadaso              | Kwadaso           | Distretto municipale    |
| Distretto municipale di Mampong              | Mampong           | Distretto municipale    |
| Distretto di Obuasi Est                      | Tutuka            | Distretto municipale    |
| Distretto municipale di Obuasi               | Obuasi            | Distretto municipale    |
| Distretto municipale di Offinso              | Offinso           | Distretto municipale    |
| Distretto di Offinso Nord                    | Akomadan          | Distretto ordinario     |
| Distretto municipale di Oforikrom            | Oforikrom         | Distretto municipale    |
| Distretto municipale di Old Tafo             | Old Tafo          | Distretto municipale    |
| Distretto di Sekyere Afram Plains            | Drobonso          | Distretto ordinario     |
| Distretto di Sekyere Centrale                | Nsuta             | Distretto ordinario     |
| Distretto di Sekyere Est                     | Effiduase         | Distretto ordinario     |
| Distretto di Sekyere Kumawu                  | Kumawu            | Distretto ordinario     |
| Distretto di Sekyere Sud                     | Agona             | Distretto ordinario     |
| Distretto municipale di Suame                | Suame             | Distretto municipale    |

 Regione di Bono 

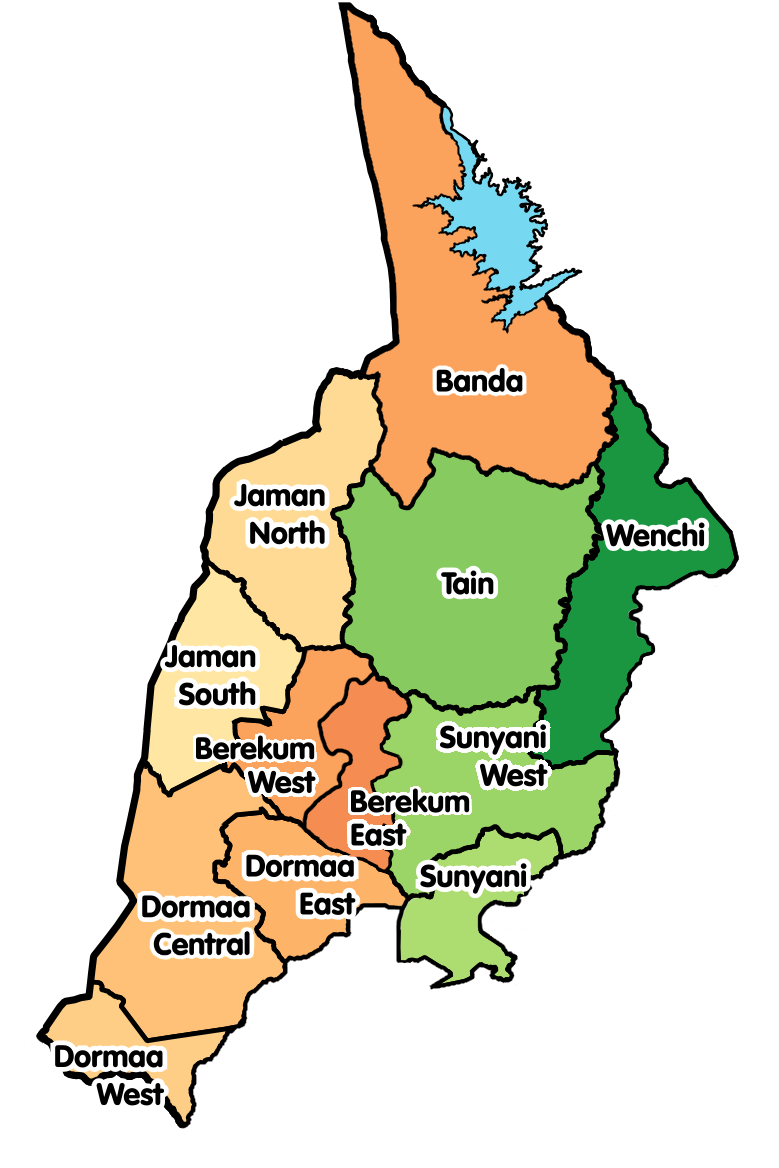
Distretti della regione di Bono

La regione di Bono è stata costituita nel 2018 ed è suddivisa in 12 distretti:
| Distretto                               | Capoluogo      | Tipo                 |
| --------------------------------------- | -------------- | -------------------- |
| Distretto di Banda                      | Banda Ahenkro  | Distretto ordinario  |
| Distretto municipale di Berekum Est     | Berekum        | Distretto municipale |
| Distretto di Berekum Ovest              | Jinijini       | Distretto ordinario  |
| Distretto municipale di Dormaa Centrale | Dormaa Ahenkro | Distretto municipale |
| Distretto di Dormaa Est                 | Wamfie         | Distretto ordinario  |
| Distretto di Dormaa Ovest               | Nkrankwanta    | Distretto ordinario  |
| Distretto di Jaman Nord                 | Sampa          | Distretto ordinario  |
| Distretto municipale di Jaman Sud       | Drobo          | Distretto municipale |
| Distretto municipale di Sunyani         | Sunyani        | Distretto municipale |
| Distretto di Sunyani Ovest              | Odumase        | Distretto ordinario  |
| Distretto di Tain                       | Nsawkaw        | Distretto ordinario  |
| Distretto municipale di Wenchi          | Wenchi         | Distretto municipale |

Regione di Bono Est

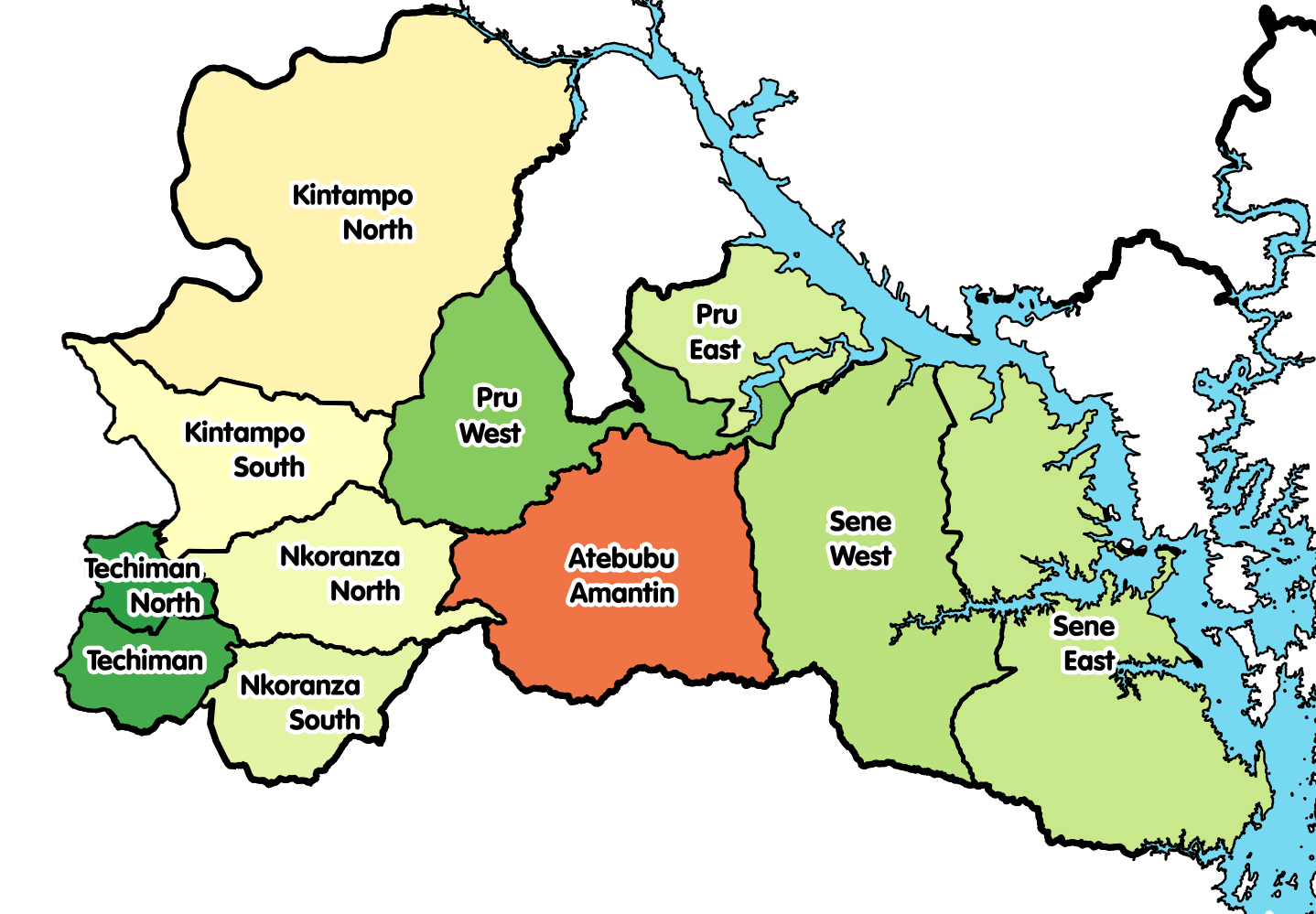
I distretti della regione di Bono Est in Ghana

La regione di Bono Est è stata costituita nel 2018 ed è suddivisa in 11 distretti:
| Distretto                               | Capoluogo   | Tipo                 |
| --------------------------------------- | ----------- | -------------------- |
| Distretto municipale di Atebubu-Amantin | Atebubu     | Distretto municipale |
| Distretto municipale di Kintampo Nord   | Kintampo    | Distretto municipale |
| Distretto di Kintampo Sud               | Jema        | Distretto ordinario  |
| Distretto di Nkoranza Nord              | Busunya     | Distretto ordinario  |
| Distretto municipale di Nkoranza Sud    | Nkoranza    | Distretto municipale |
| Distretto di Pru Est                    | Yeji        | Distretto ordinario  |
| Distretto di Pru Ovest                  | Prang       | Distretto ordinario  |
| Distretto di Sene Est                   | Kajaji      | Distretto ordinario  |
| Distretto di Sene Ovest                 | Kwame Danso | Distretto ordinario  |
| Distretto municipale di Techiman        | Techiman    | Distretto municipale |
| Distretto di Techiman Nord              | Tuobodom    | Distretto ordinario  |

 Regione Centrale 

Distretti della Regione Centrale

La Regione Centrale è suddivisa in 22 distretti:
| Distretto                                           | Capoluogo         | Tipo                    |
| --------------------------------------------------- | ----------------- | ----------------------- |
| Distretto di Abura-Asebu-Kwamankese                 | Abura-Dunkwa      | Distretto ordinario     |
| Distretto di Agona Est                              | Nsaba             | Distretto ordinario     |
| Distretto municipale di Agona Ovest                 | Agona Swedru      | Distretto municipale    |
| Distretto di Ajumako-Enyan-Essiam                   | Ajumako           | Distretto ordinario     |
| Distretto di Asikuma-Odoben-Brakwa                  | Breman Asikuma    | Distretto ordinario     |
| Distretto municipale di Assin Centrale              | Assin Foso        | Distretto municipale    |
| Distretto di Assin Nord                             | Assin Bereku      | Distretto ordinario     |
| Distretto di Assin Sud                              | Nsuaem Kyekyewere | Distretto ordinario     |
| Distretto municipale di Awutu Senya Est             | Kasoa             | Distretto municipale    |
| Distretto di Awutu Senya Ovest                      | Awutu Breku       | Distretto ordinario     |
| Assemblea metropolitana di Cape Coast               | Cape Coast        | Distretto metropolitano |
| Distretto municipale di Effutu                      | Winneba           | Distretto municipale    |
| Distretto di Ekumfi                                 | Esakyir           | Distretto ordinario     |
| Distretto di Gomoa Centrale                         | Afransi           | Distretto ordinario     |
| Distretto di Gomoa Est                              | Potsin            | Distretto ordinario     |
| Distretto di Gomoa Ovest                            | Apam              | Distretto ordinario     |
| Distretto municipale di Komenda-Edina-Eguafo-Abirem | Elmina            | Distretto municipale    |
| Distretto municipale di Mfantseman                  | Saltpond          | Distretto municipale    |
| Distretto di Twifo-Ati Morkwa                       | Twifo Praso       | Distretto ordinario     |
| Distretto di Twifo-Heman-Denkyira Inferiore         | Hemang            | Distretto ordinario     |
| Distretto municipale di Denkyira Superiore Est      | Dunkwa-on-Offin   | Distretto municipale    |
| Distretto di Denkyira Superiore Ovest               | Diaso             | Distretto ordinario     |

 Grande Accra 

Distretti della regione della Grande Accra

La regione della Grande Accra è suddivisa in 29 distretti:
| Distretto                                     | Capoluogo         | Tipo                    |
| --------------------------------------------- | ----------------- | ----------------------- |
| Distretto municipale di Ablekuma Centrale     | Lartebiokorshie   | Distretto municipale    |
| Distretto municipale di Ablekuma Nord         | Darkuman          | Distretto municipale    |
| Distretto municipale di Ablekuma Ovest        | Dansoman          | Distretto municipale    |
| Distretto metropolitano di Accra              | Accra             | Distretto metropolitano |
| Distretto di Ada Est                          | Ada Foah          | Distretto ordinario     |
| Distretto di Ada Ovest                        | Sege              | Distretto ordinario     |
| Distretto municipale di Adenta                | Adenta            | Distretto municipale    |
| Distretto municipale di Ashaiman              | Ashaiman          | Distretto municipale    |
| Distretto municipale di Ayawaso Centrale      | Kokomlemle        | Distretto municipale    |
| Distretto municipale di Ayawaso Est           | Nima              | Distretto municipale    |
| Distretto municipale di Ayawaso Nord          | Accra New Town    | Distretto municipale    |
| Distretto municipale di Ayawaso Ovest         | Dzorwulu          | Distretto municipale    |
| Distretto municipale di Ga Centrale           | Sowutuom          | Distretto municipale    |
| Distretto municipale di Ga Est                | Abokobi           | Distretto municipale    |
| Distretto municipale di Ga Nord               | Amomole           | Distretto municipale    |
| Distretto municipale di Ga Sud                | Ngleshie Amanfro  | Distretto municipale    |
| Distretto municipale di Ga Ovest              | Amasaman          | Distretto municipale    |
| Distretto municipale di Korle-Klottey         | Osu               | Distretto municipale    |
| Distretto municipale di Kpone-Katamanso       | Kpone             | Distretto municipale    |
| Distretto municipale di Krowor                | Nungua            | Distretto municipale    |
| Distretto municipale di La-Dade-Kotopon       | La                | Distretto municipale    |
| Distretto municipale di La-Nkwantanang-Madina | Madina            | Distretto municipale    |
| Distretto municipale di Ledzokuku             | Teshie            | Distretto municipale    |
| Distretto di Ningo-Prampram                   | Prampram          | Distretto ordinario     |
| Distretto municipale di Okaikwei Nord         | Tesano            | Distretto municipale    |
| Distretto di Shai Osudoku                     | Dodowa            | Distretto ordinario     |
| Distretto metropolitano di Tema               | Tema              | Distretto metropolitano |
| Distretto municipale di Tema Ovest            | Tema Community 18 | Distretto municipale    |
| Distretto municipale di Weija Gbawe           | Weija             | Distretto municipale    |

 Regione Nord Est 

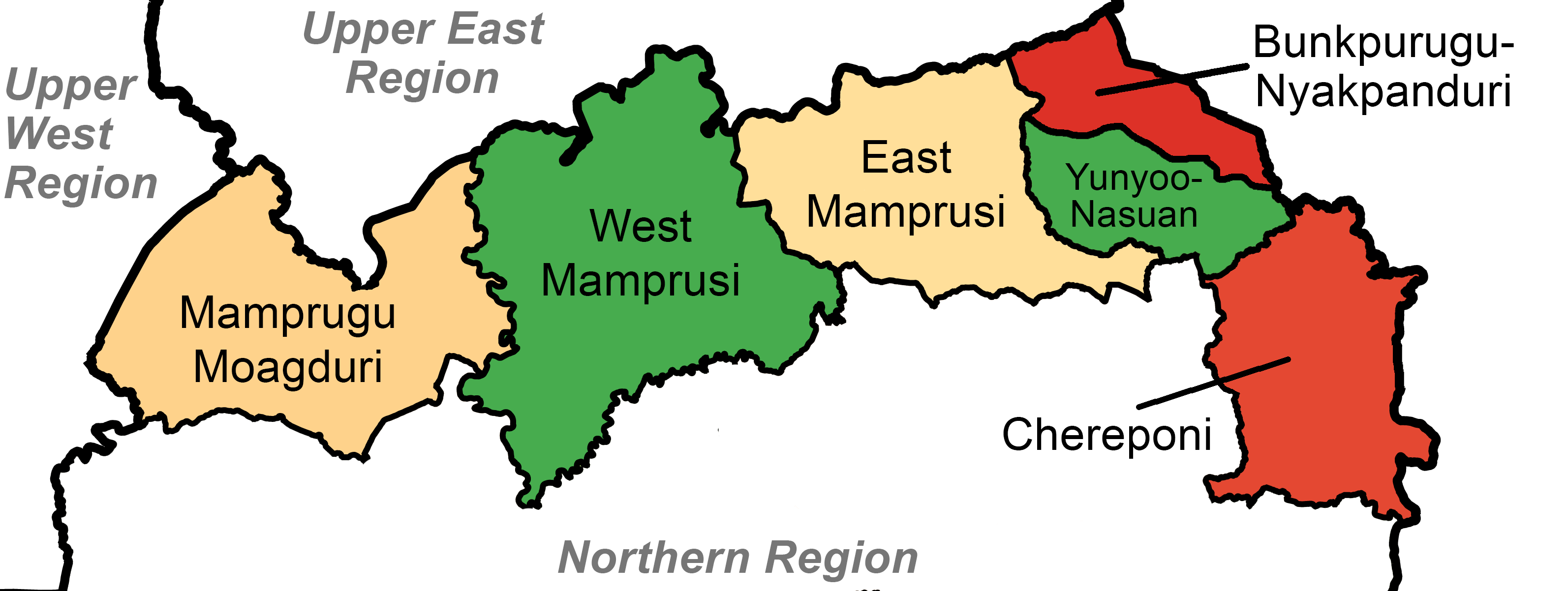
Distretti della Regione Nord Est

La Regione Nordorientale è suddivisa in 8 distretti:
| Distretto                              | Capoluogo  | Tipo                 |
| -------------------------------------- | ---------- | -------------------- |
| Distretto di Bunkpurugu Nyankpanduri   | Bunkpurugu | Distretto ordinario  |
| Distretto di Chereponi                 | Chereponi  | Distretto ordinario  |
| Distretto municipale di Mamprusi Est   | Nalerigu   | Distretto municipale |
| Distretto di Mamprugu Moagduri         | Yagaba     | Distretto ordinario  |
| Distretto municipale di Mamprusi Ovest | Walewale   | Distretto municipale |
| Distretto di Yunyoo-Nasuan             | Yunyoo     | Distretto ordinario  |

 Regione Nordoccidentale 

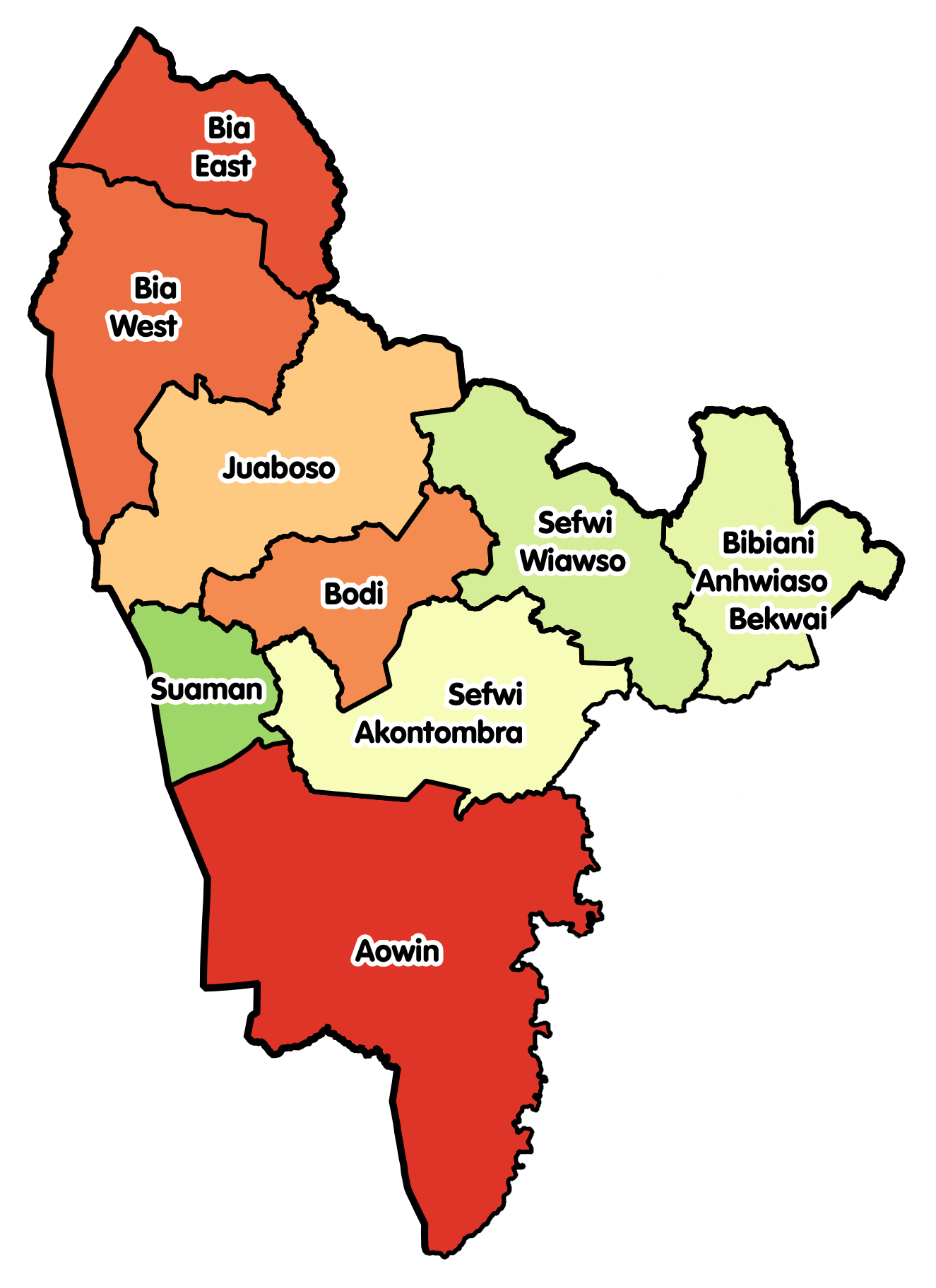
Western North Region

La regione Nordoccidentale è stata costituita nel 2018 ed è suddivisa in 9 distretti: :
| Distretto                                       | Capoluogo        | Tipo                 |
| ----------------------------------------------- | ---------------- | -------------------- |
| Distretto municipale di Aowin                   | Enchi            | Distretto municipale |
| Distretto di Bia Est                            | Adabokrom        | Distretto ordinario  |
| Distretto di Bia Ovest                          | Essam-Debiso     | Distretto ordinario  |
| Distretto municipale di Bibiani-Anhwiaso-Bekwai | Bibiani          | Distretto municipale |
| Distretto di Bodi                               | Sefwi Bodi       | Distretto ordinario  |
| Distretto di Juaboso                            | Juaboso          | Distretto ordinario  |
| Distretto di Sefwi Akontombra                   | Sefwi Akontombra | Distretto ordinario  |
| Distretto municipale di Sefwi-Wiawso            | Sefwi Wiawso     | Distretto municipale |
| Distretto di Suaman                             | Dadieso          | Distretto ordinario  |

 Regione Occidentale 

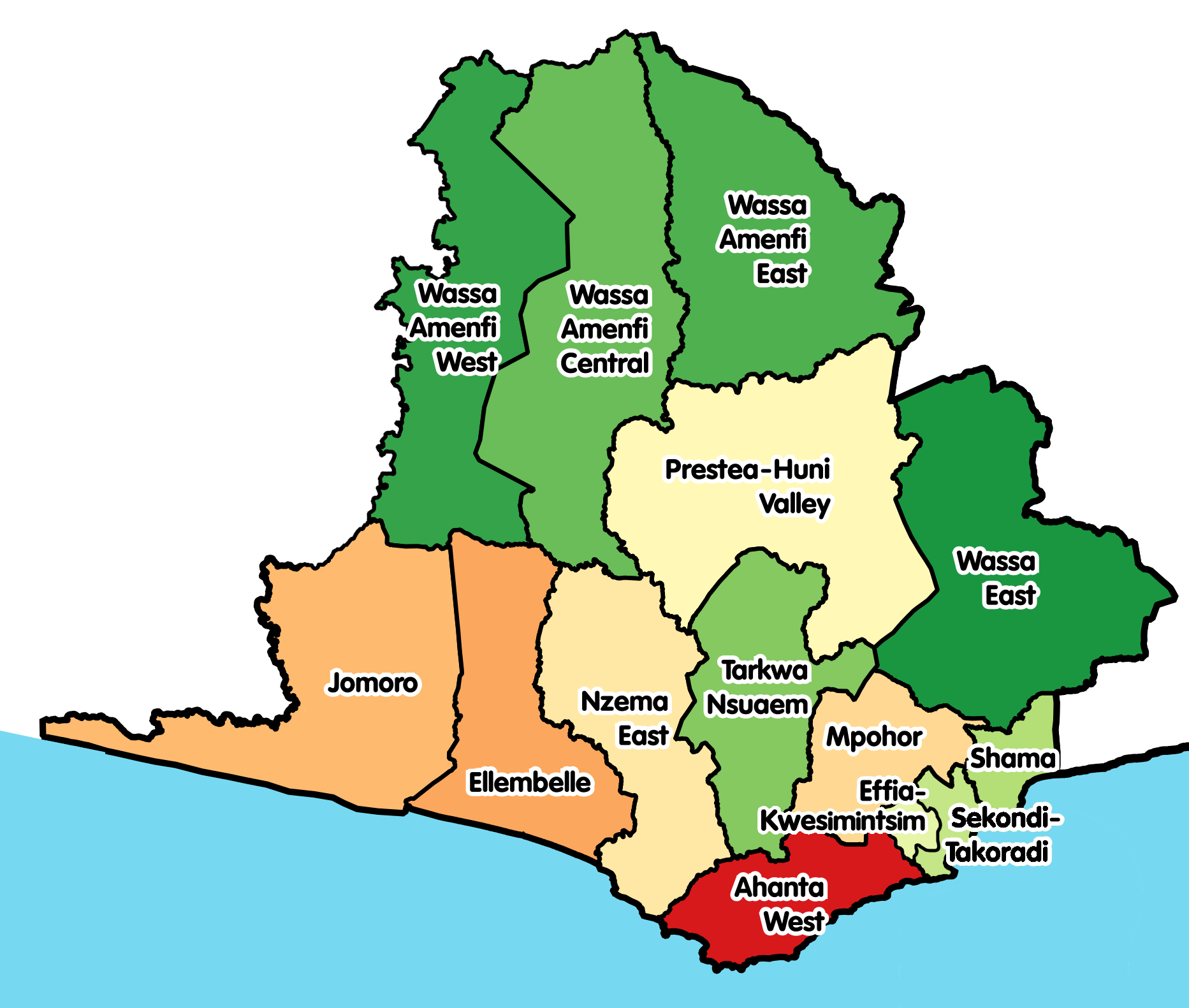
Distretti della Regione Occidentale

La Regione Occidentale è suddivisa in 14 distretti:
| Distretto                                   | Capoluogo        | Tipo                    |
| ------------------------------------------- | ---------------- | ----------------------- |
| Distretto di Ahanta Ovest                   | Agona Ahanta     | Distretto ordinario     |
| Distretto di Amenfi Centrale                | Manso Amenfi     | Distretto ordinario     |
| Distretto municipale di Amenfi Ovest        | Asankragua       | Distretto municipale    |
| Distretto municipale di Effia Kwesimintsim  | Kwesimintsim     | Distretto ordinario     |
| Distretto di Ellembelle                     | Nkroful          | Distretto ordinario     |
| Distretto di Jomoro                         | Half Assini      | Distretto ordinario     |
| Distretto di Mpohor                         | Mpohor           | Distretto ordinario     |
| Distretto municipale di Nzema Est           | Axim             | Distretto municipale    |
| Distretto municipale di Prestea-Huni Valley | Prestea          | Distretto ordinario     |
| Distretto metropolitano di Sekondi-Takoradi | Sekondi-Takoradi | Distretto metropolitana |
| Distretto di Shama                          | Shama            | Distretto ordinario     |
| Distretto municipale di Tarkwa-Nsuaem       | Tarkwa           | Distretto municipale    |
| Distretto municipale di Wassa Amenfi Est    | Wassa-Akropong   | Distretto municipale    |
| Distretto di Wassa Est                      | Daboase          | Distretto ordinario     |

 Regione Occidentale Superiore 

Distretti della Regione Occidentale Superiore

La Regione Occidentale Superiore è suddivisa in 11 distretti:
| Distretto                           | Capoluogo | Tipo                 |
| ----------------------------------- | --------- | -------------------- |
| Distretto di Daffiama Bussie Issa   | Issa      | Distretto ordinario  |
| Distretto municipale di Jirapa      | Jirapa    | Distretto municipale |
| Distretto di Lambussie Karni        | Lambussie | Distretto ordinario  |
| Distretto municipale di Lawra       | Lawra     | Distretto municipale |
| Distretto di Nadowli-Kaleo          | Nadowli   | Distretto ordinario  |
| Distretto municipale di Nandom      | Nandom    | Distretto municipale |
| Distretto municipale di Sissala Est | Tumu      | Distretto municipale |
| Distretto di Sissala Ovest          | Gwollu    | Distretto ordinario  |
| Distretto di Wa Est                 | Funsi     | Distretto ordinario  |
| Distretto municipale di Wa          | Wa        | Distretto municipale |
| Distretto di Wa Ovest               | Wechiau   | Distretto ordinario  |

 Regione Orientale 

Distretti della Regione Orientale

La Regione Orientale è suddivisa in 33 distretti:
| Distretto                                     | Capoluogo     | Tipo                 |
| --------------------------------------------- | ------------- | -------------------- |
| Distretto municipale di Abuakwa Nord          | Kukurantumi   | Distretto municipale |
| Distretto municipale di Abuakwa Sud           | Kibi          | Distretto municipale |
| Distretto di Achiase                          | Achiase       | Distretto ordinario  |
| Distretto municipale di Akuapem Nord          | Akropong      | Distretto municipale |
| Distretto di Akuapim Sud                      | Aburi         | Distretto ordinario  |
| Distretto di Akyemansa                        | Ofoase        | Distretto ordinario  |
| Distretto di Asene Manso Akroso               | Manso         | Distretto ordinario  |
| Distretto di Asuogyaman                       | Atimpoku      | Distretto ordinario  |
| Distretto di Atiwa Est                        | Anyinam       | Distretto ordinario  |
| Distretto di Atiwa Ovest                      | Kwabeng       | Distretto ordinario  |
| Distretto di Ayensuano                        | Coaltar       | Distretto ordinario  |
| Distretto municipale di Birim Centrale        | Akim Oda      | Distretto municipale |
| Distretto di Birim Nord                       | New Abirem    | Distretto ordinario  |
| Distretto di Birim Sud                        | Akim Swedru   | Distretto ordinario  |
| Distretto di Denkyembour                      | Akwatia       | Distretto ordinario  |
| Distretto di Fanteakwa Nord                   | Begoro        | Distretto ordinario  |
| Distretto di Fanteakwa Sud                    | Osino         | Distretto ordinario  |
| Distretto municipale di Kwaebibirem           | Kade          | Distretto municipale |
| Distretto di Kwahu Afram Plains Nord          | Donkorkrom    | Distretto ordinario  |
| Distretto di Kwahu Afram Plains Sud           | Tease         | Distretto ordinario  |
| Distretto di Kwahu East                       | Abetifi       | Distretto ordinario  |
| Distretto di Kwahu Sud                        | Mpraeso       | Distretto ordinario  |
| Distretto municipale di Kwahu Ovest           | Nkawkaw       | Distretto municipale |
| Distretto municipale di Manya Krobo Inferiore | Krobo Odumase | Distretto municipale |
| Distretto municipale di New-Juaben Nord       | Effiduase     | Distretto municipale |
| Distretto municipale di New-Juaben Sud        | Koforidua     | Distretto municipale |
| Distretto municipale di Nsawam Adoagyire      | Nsawam        | Distretto municipale |
| Distretto di Okere                            | Adukrom       | Distretto ordinario  |
| Distretto municipale di Suhum                 | Suhum         | Distretto municipale |
| Distretto di Manya Krobo Superiore            | Asesewa       | Distretto ordinario  |
| Distretto di Akim Ovest Superiore             | Adeiso        | Distretto ordinario  |
| Distretto municipale di Akim Ovest            | Asamankese    | Distretto municipale |
| Distretto municipale di Yilo Krobo            | Somanya       | Distretto municipale |

 Regione Orientale Superiore 

Distretti della Regione Orientale Superiore

La Regione Orientale Superiore è suddivisa in 11 distretti:
| Distretto                               | Capoluogo  | Tipo                 |
| --------------------------------------- | ---------- | -------------------- |
| Distretto municipale di Bawku           | Bawku      | Distretto municipale |
| Distretto di Bawku Ovest                | Zebilla    | Distretto ordinario  |
| Distretto di Binduri                    | Binduri    | Distretto ordinario  |
| Distretto di Bolgatanga Est             | Zuarungu   | Distretto ordinario  |
| Distretto municipale di Bolgatanga      | Bolgatanga | Distretto municipale |
| Distretto di Bongo                      | Bongo      | Distretto ordinario  |
| Distretto municipale di Builsa Nord     | Sandema    | Distretto municipale |
| Distretto di Builsa Sud                 | Fumbisi    | Distretto ordinario  |
| Distretto di Garu                       | Garu       | Distretto ordinario  |
| Distretto municipale di Kassena-Nankana | Navrongo   | Distretto municipale |
| Distretto di Kassena-Nankana Ovest      | Paga       | Distretto ordinario  |
| Distretto di Nabdam                     | Nangodi    | Distretto ordinario  |
| Distretto di Pusiga                     | Pusiga     | Distretto ordinario  |
| Distretto di Talensi                    | Tongo      | Distretto ordinario  |
| Distretto di Tempane                    | Tempane    | Distretto ordinario  |

Regione di Oti

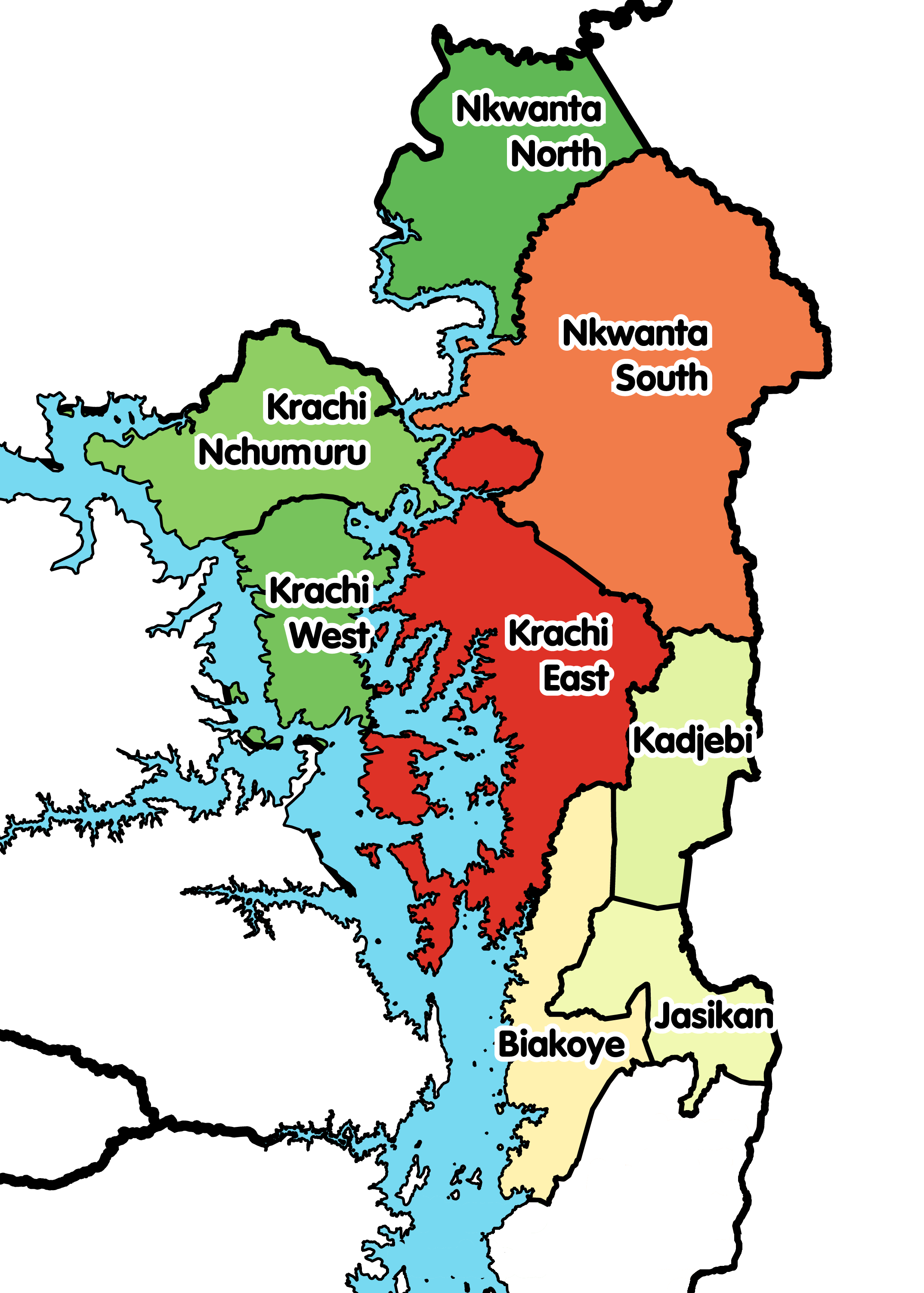
Distretti della Regione di Oti

La regione di Oti è stata costituita nel dicembre 2018 scorporando territorio dalla regione di Volta. È costituita da 8 distretti.
| Distretto                          | Capoluogo      | Tipo                 |
| ---------------------------------- | -------------- | -------------------- |
| Distretto di Biakoye               | Nkonya Ahenkro | Distretto ordinario  |
| Distretto di Jasikan               | Jasikan        | Distretto ordinario  |
| Distretto di Kadjebi               | Kadjebi        | Distretto ordinario  |
| Distretto municipale di Krachi Est | Dambai         | Distretto municipale |
| Distretto di Krachi Nchumuru       | Chinderi       | Distretto ordinario  |
| Distretto di Krachi Ovest          | Kete Krachi    | Distretto ordinario  |
| Distretto di Nkwanta Nord          | Kpassa         | Distretto ordinario  |
| Distretto di Nkwanta Sud           | Nkwanta        | Distretto ordinario  |

Regione di Savannah

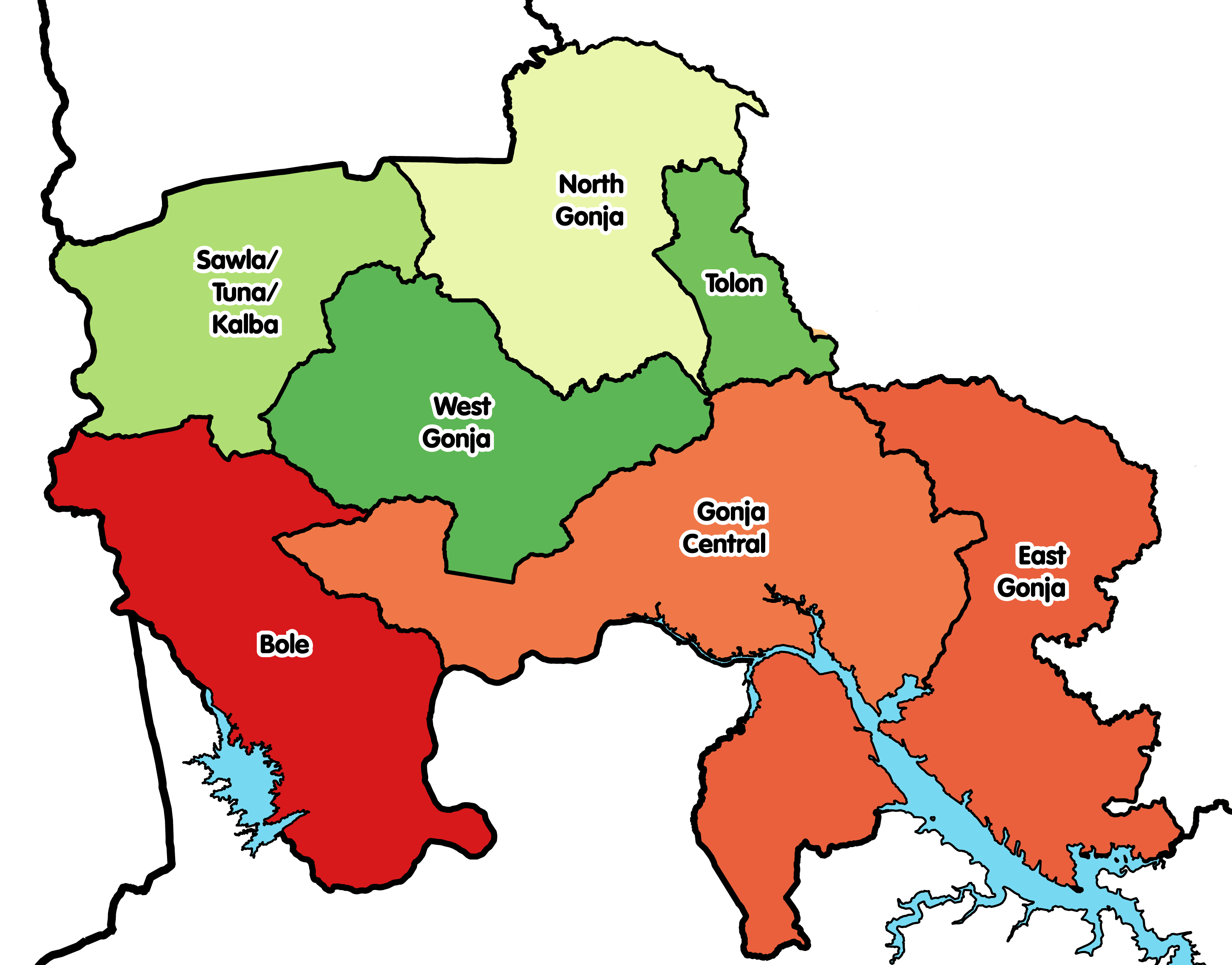
Distretti della Regione di Savannah

La regione di Savannah è stata costituita nel dicembre 2018 scorporando territorio dalla regione Settentrionale. È costituita da 7 distretti.
| Distretto                           | Capoluogo | Tipo                 |
| ----------------------------------- | --------- | -------------------- |
| Distretto di Bole                   | Bole      | Distretto ordinario  |
| Distretto di Gonja Centrale         | Buipe     | Distretto ordinario  |
| Distretto municipale di Gonja Est   | Salaga    | Distretto municipale |
| Distretto di Gonja Nord             | Daboya    | Distretto ordinario  |
| Distretto di Gonja Nord Est         | Kpalbe    | Distretto ordinario  |
| Distretto di Sawla-Tuna-Kalba       | Sawla     | Distretto ordinario  |
| Distretto municipale di Gonja Ovest | Damongo   | Distretto municipale |

 Regione Settentrionale 

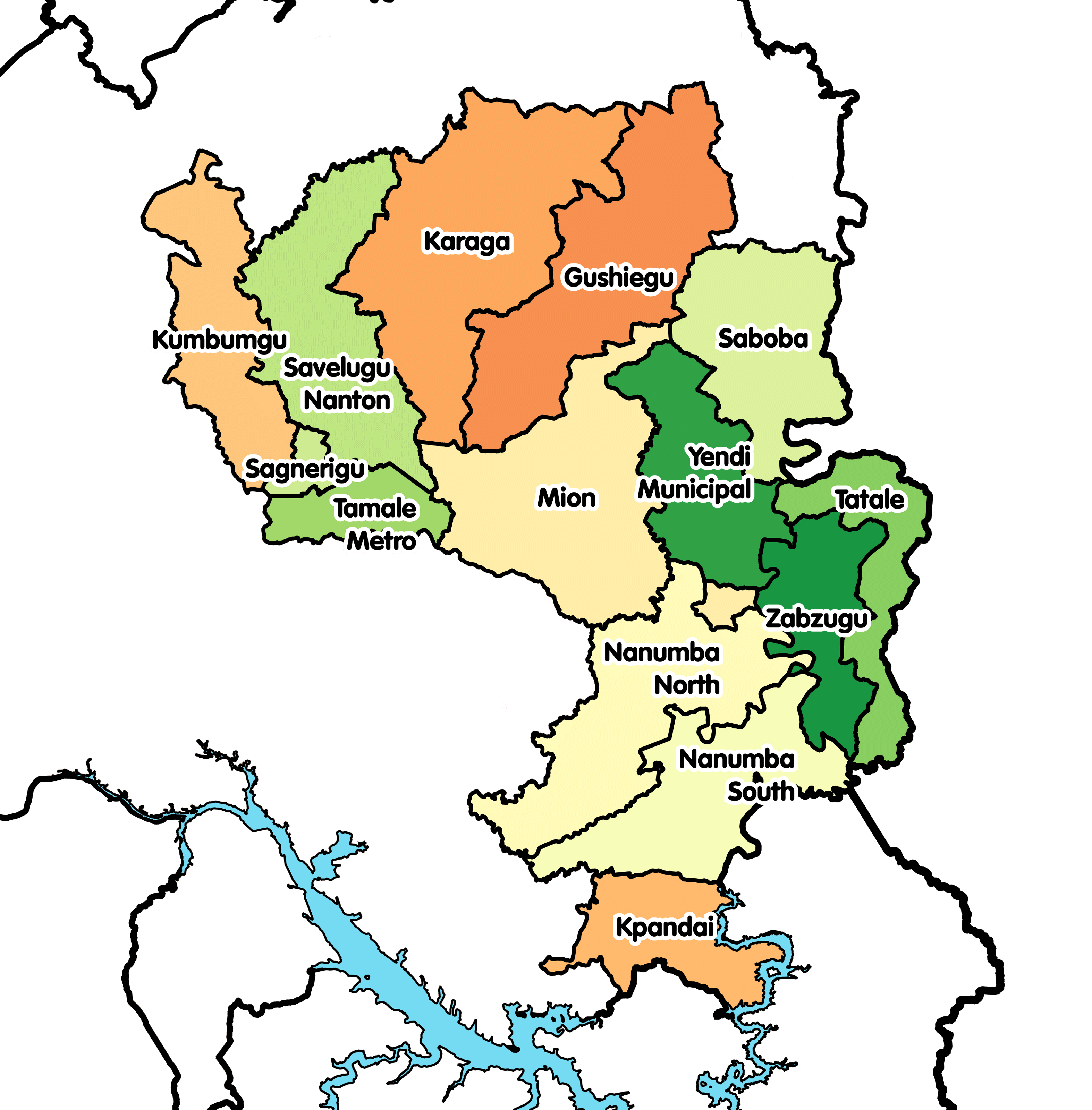
Distretti della Regione Settentrionale

La Regione Settentrionale è suddivisa in 16 distretti:
| Distretto                            | Capoluogo | Tipo                    |
| ------------------------------------ | --------- | ----------------------- |
| Distretto municipale di Gushegu      | Gushegu   | Distretto municipale    |
| Distretto di Karaga                  | Karaga    | Distretto ordinario     |
| Distretto di Kpandai                 | Kpandai   | Distretto ordinario     |
| Distretto di Kumbungu                | Kumbungu  | Distretto ordinario     |
| Distretto di Mion                    | Sang      | Distretto ordinario     |
| Distretto di Nanton                  | Nanton    | Distretto ordinario     |
| Distretto municipale di Nanumba Nord | Bimbilla  | Distretto municipale    |
| Distretto di Nanumba Sud             | Wulensi   | Distretto ordinario     |
| Distretto di Saboba                  | Saboba    | Distretto ordinario     |
| Distretto municipale di Sagnarigu    | Sagnarigu | Distretto municipale    |
| Distretto municipale di Savelugu     | Savelugu  | Distretto municipale    |
| Distretto metropolitano di Tamale    | Tamale    | Distretto metropolitano |
| Distretto di Tatale Sanguli          | Tatale    | Distretto ordinario     |
| Distretto di Tolon                   | Tolon     | Distretto ordinario     |
| Distretto municipale di Yendi        | Yendi     | Distretto municipale    |
| Distretto di Zabzugu                 | Zabzugu   | Distretto ordinario     |

 Regione del Volta 

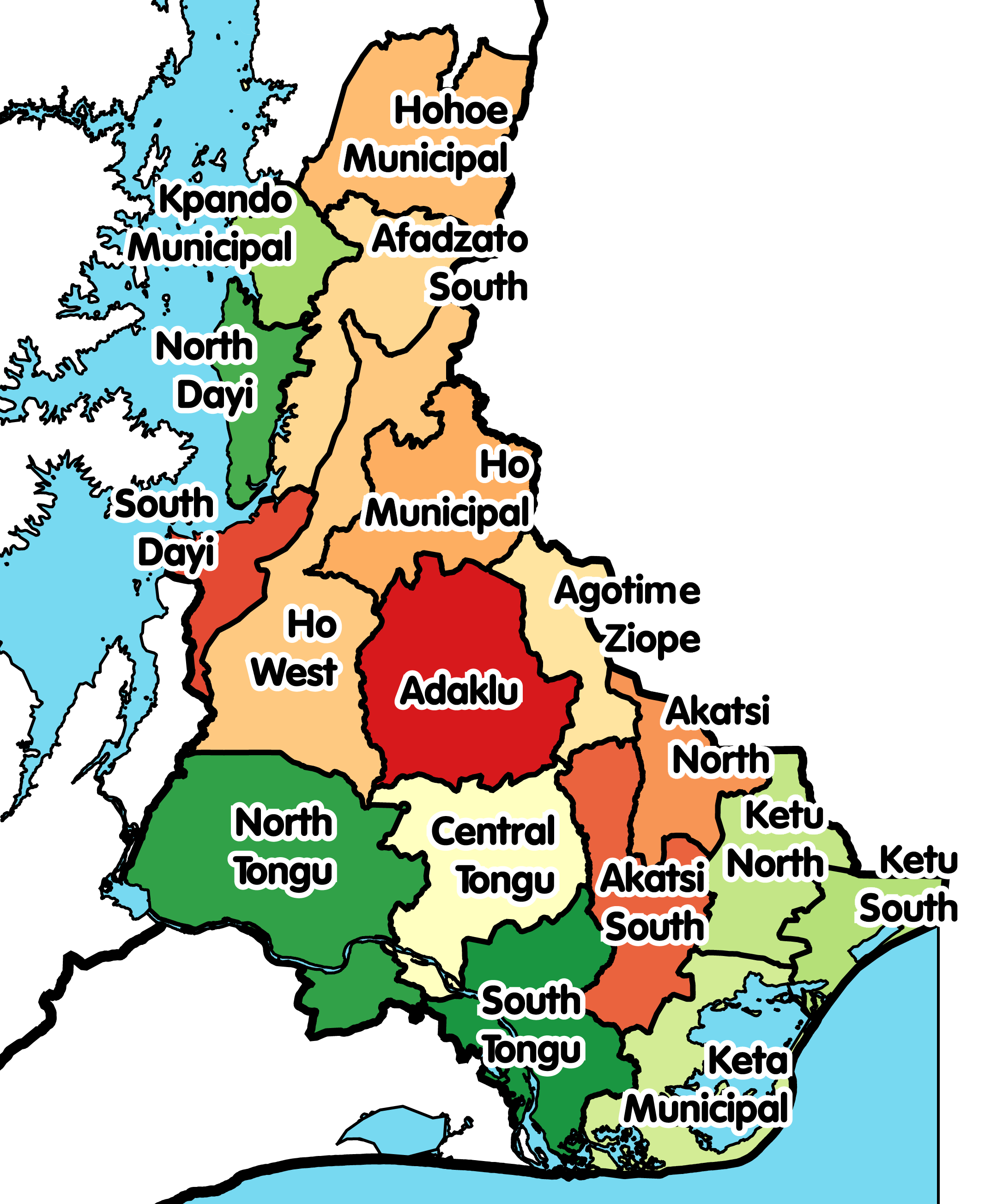
Distretti della regione del Volta

La regione del Volta è suddivisa in 18 distretti:
| Distretto                         | Capoluogo     | Tipo                 |
| --------------------------------- | ------------- | -------------------- |
| Distretto di Adaklu               | Adaklu Waya   | Distretto ordinario  |
| Distretto di Afadzato Sud         | Ve Golokwati  | Distretto ordinario  |
| Distretto di Agotime Ziope        | Kpetoe        | Distretto ordinario  |
| Distretto di Akatsi Nord          | Ave-Dakpa     | Distretto ordinario  |
| Distretto di Akatsi Sud           | Akatsi        | Distretto ordinario  |
| Distretto di Anloga               | Anloga        | Distretto ordinario  |
| Distretto di Central Tongu        | Adidome       | Distretto ordinario  |
| Distretto municipale di Ho        | Ho            | Distretto municipale |
| Distretto di Ho Ovest             | Dzolokpuita   | Distretto ordinario  |
| Distretto municipale di Hohoe     | Hohoe         | Distretto municipale |
| Distretto municipale di Keta      | Keta          | Distretto municipale |
| Distretto municipale di Ketu Nord | Dzodze        | Distretto municipale |
| Distretto municipale di Ketu Sud  | Denu          | Distretto municipale |
| Distretto municipale di Kpando    | Kpando        | Distretto municipale |
| Distretto di Dayi Nord            | Anfoega       | Distretto ordinario  |
| Distretto di Tongu Nord           | Battor Dugame | Distretto ordinario  |
| Distretto di Dayi Sud             | Kpeve         | Distretto ordinario  |
| Distretto di Tongu Sud            | Sogakope      | Distretto ordinario  |